# Самойлова Юлія Павлівна
Ю́лія Па́влівна Само́йлова (нар. 1803 — пом. 14 березня 1875, Париж) — графиня, дочка генерала П. П. Палена і Марії Скавронської, відома своїми відносинами з художником Карлом Брюлловим.

## Життєпис

### Походження та ранні роки

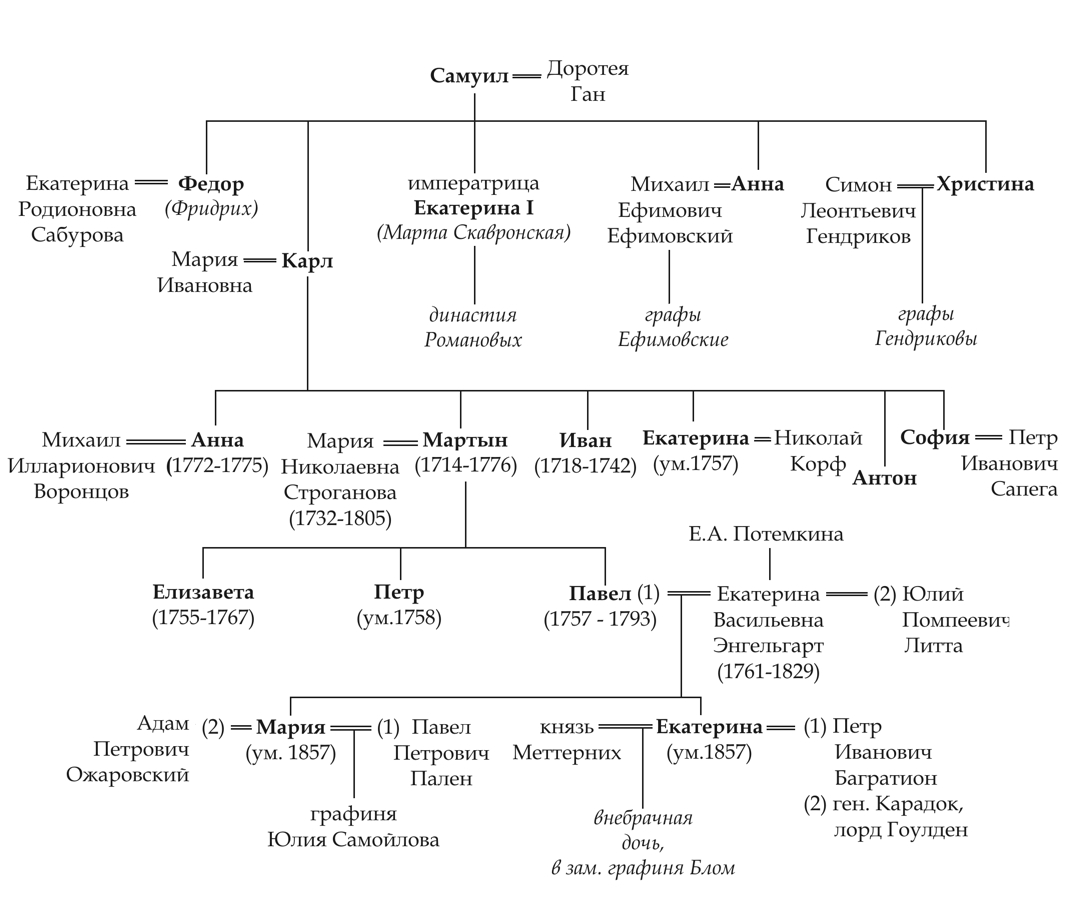
Родовідне дерево

По материнській і батьківській лініях Самойлова була пов'язана узами спорідненості з сімействами Паленів, Скавронських, князем Потьомкіним, італійцями Літта і Вісконті.
Мати Юлії, Марія Скавронська, володіла величезним и статками, що належали роду Скавронських, родичів Катерини I, і була останнім носієм цього прізвища. Вона була пасербицею знаменитого державного діяча Джуліо (Юлія Помпейовича) Літта, з яким її пов'язували ніжні відносини, і у вищому світі говорили про спірне батьківство Юлії (бо італійський тип її зовнішності давав грунт). Все своє колосальні статки і художні колекції Літта (по. 1839) розділив між Юлією, де-юре онукою його дружини Катерини, і двома побічними дітьми. Самойлова носила прізвисько «остання із Скавронських», бо успадкувала колосальні статки свого діда.
Марія Павлівна Скавронська та її сестра Катерина були обидві закохані в молодого красеня графа Павла Палена, він же віддав перевагу Марії. Але їх шлюбу противилися рідні, закохані вирішили наполягти на своєму і повінчалися без згоди її рідних. Марії довелося залишити Петербург і звичне розкішне життя. Слідуючи за чоловіком і Ізюмським гусарським полком, шефом якого був Павло Пален, вона вела кочове життя.
В одному з походів, в простій селянській хаті, в 1803 році Марія Пален народила дочку. Дівчинку назвали Юлією, можливо на честь бабусі по батькові Юліани Іванівни Пален (1751—1814), але, може бути, і на честь Юлія Літта. Незабаром Марії набридло жити по гарнізонах, відносини з чоловіком зіпсувалися і в 1804 році відбулось розлучення.
Марія Пален з маленькою донькою повернулася в батьківський дім. Катерина Василівна і її чоловік Юлій Літта серцево прив'язалися до онуки. А у її батька й матері було своє життя. Павло Пален незабаром одружився вдруге, потім, овдовівши, втретє; від третього шлюбу він залишив сина і чотирьох дочок. Марія Пален на початку 1807 року вийшла заміж за генерала А. П. Ожаровского, а потім поїхала в Париж, навчатися музиці і співу.

### Перший шлюб

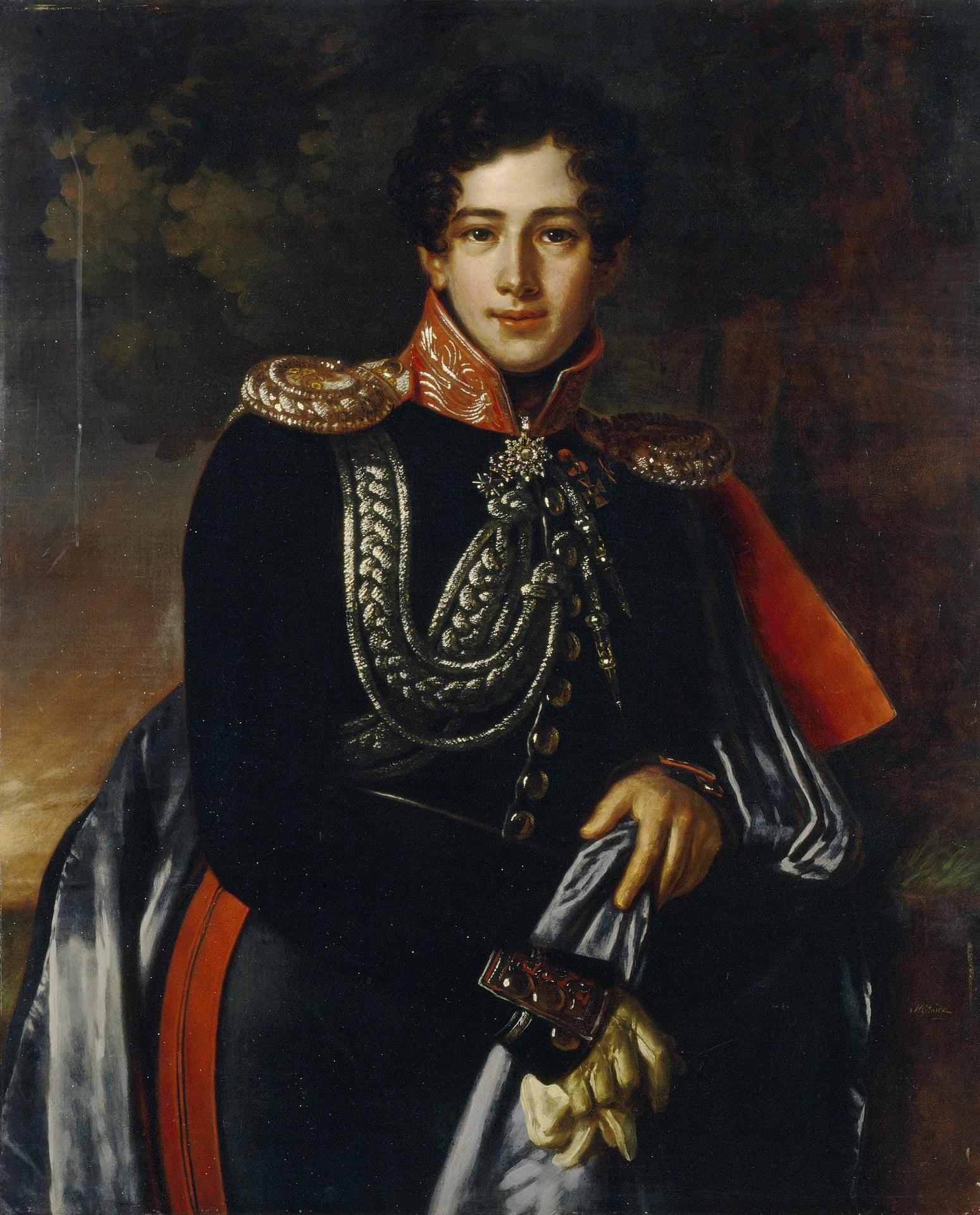
Микола Самойлов.
Художник Б. Ш. Мітуар, 1825 рік

У 1825 році Юлія, будучи фрейліною, вийшла заміж за 24-річного графа Миколу Олександровича Самойлова, флігель-ад'ютанта імператора, який доводився їй родичем, троюрідним дядьком.
Микола Самойлов був завидний наречений: красень, багач, веселий і дотепний. Організацією цього шлюбу займалася його мати графиня Самойлова Катерина, вона наполягала на тому, щоб син одружився з багатою графинею Юлією Пален. Самойлов ж був закоханий в іншу — в Олександру Римську-Корсакову, нею потім захоплювався Олександр Пушкін, її ім'я є в Донжуанському списку поета. Катерина Самойлова не дала згоди на шлюб сина з Римською-Корсаковою, і він підкорився волі матері.
К. Я. Булгаков писав брату 26 січня 1825 року:
|  | Вчора було весілля Самойлова з графинею Пален. Багата пара. |

Благословивши молодих імператор Олександр I і вдовуюча імператриця Марія Федорівна, але шлюб виявився нещасливим. Подружжя незабаром охолонули один до одного, їх бурхливі сварки були предметом нескінченних пересудів.
Граф Самойлов мав схильність до гульбищ та гри.
В 1827 рік у подружжя за взаємною згодою розлучилися, Самойлов повернув придане і зберіг з Юлією вельми дружні відносини. Сучасники вважали винуватицею того, що сталося Юлію Павлівну. Одні говорили, що виною тому був її зв'язок з французьким послом графом П'єром Ла-Ферон, інші з  Барантом-сином.
Олександр Тургенєв розповідав про це так:
|  | Літта рекомендував Самойловій А. Я. Мішковського для управління маєтками. Мішковський увійшов в довіру графу Самойлову і став його товаришем по гулькам; в той час він здобув і милостиве ставлення графині, що мало наслідком розлучення подружжя. Юлія Павлівна дала Мішковському позикових листів на 800 тисяч рублів, Літта це опротестував. |

Скандал був серйозний, графиня Є. В. Літта певний час навіть не приймала у себе внучку. Граф Юлій Літта зробив все, щоб пом'якшити гнів своєї дружини. Юлія Павлівна намагалася налагодити стосунки з чоловіком, але сімейне життя не вдавалася.

### Незалежне життя і стосунки з Брюлловим

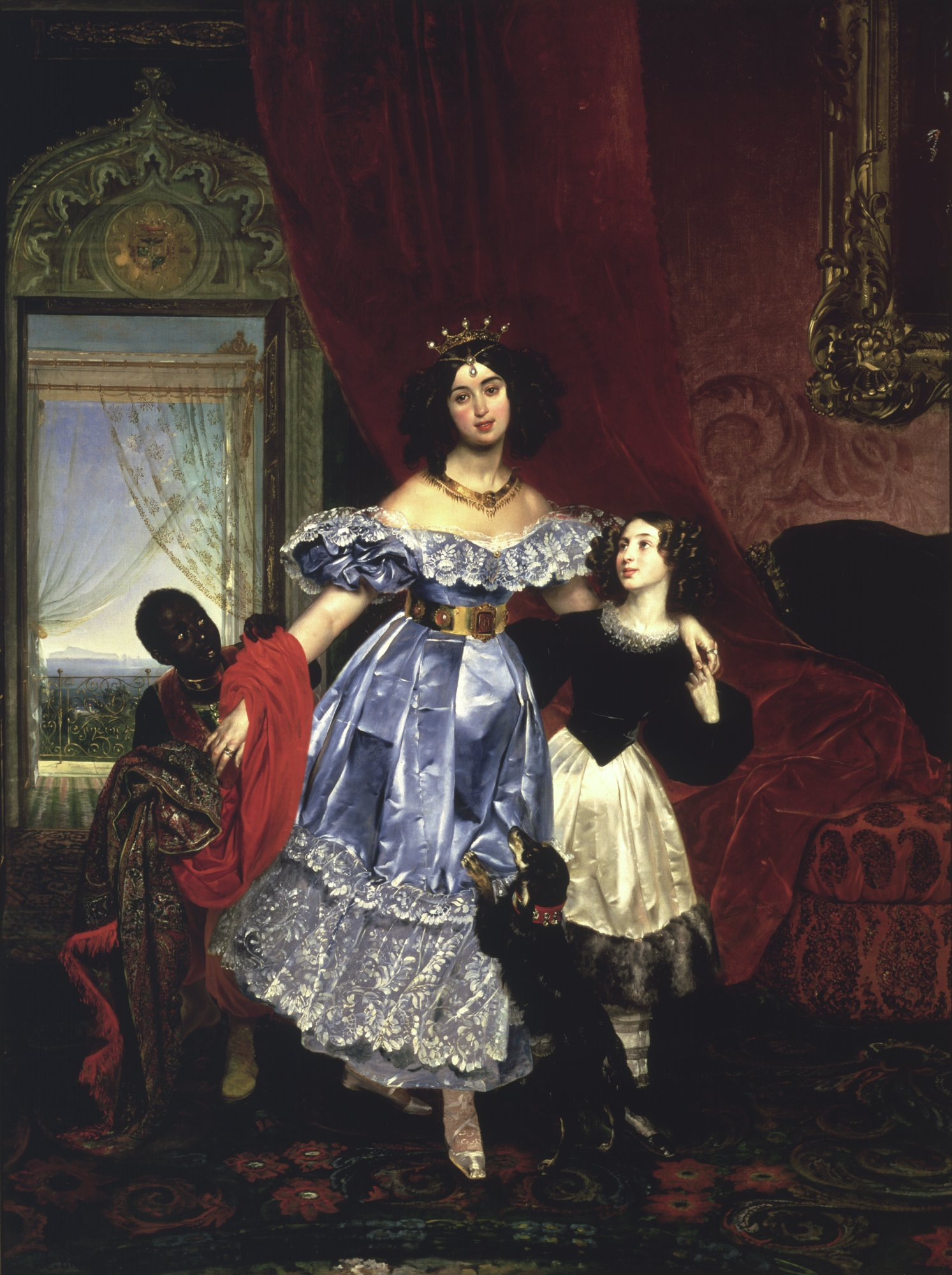
К. Брюллов.«Портрет Ю. П Самойлової з Джованіною Пачіно і арапчонком». 1832—1834. Музей Гіллвуд, США

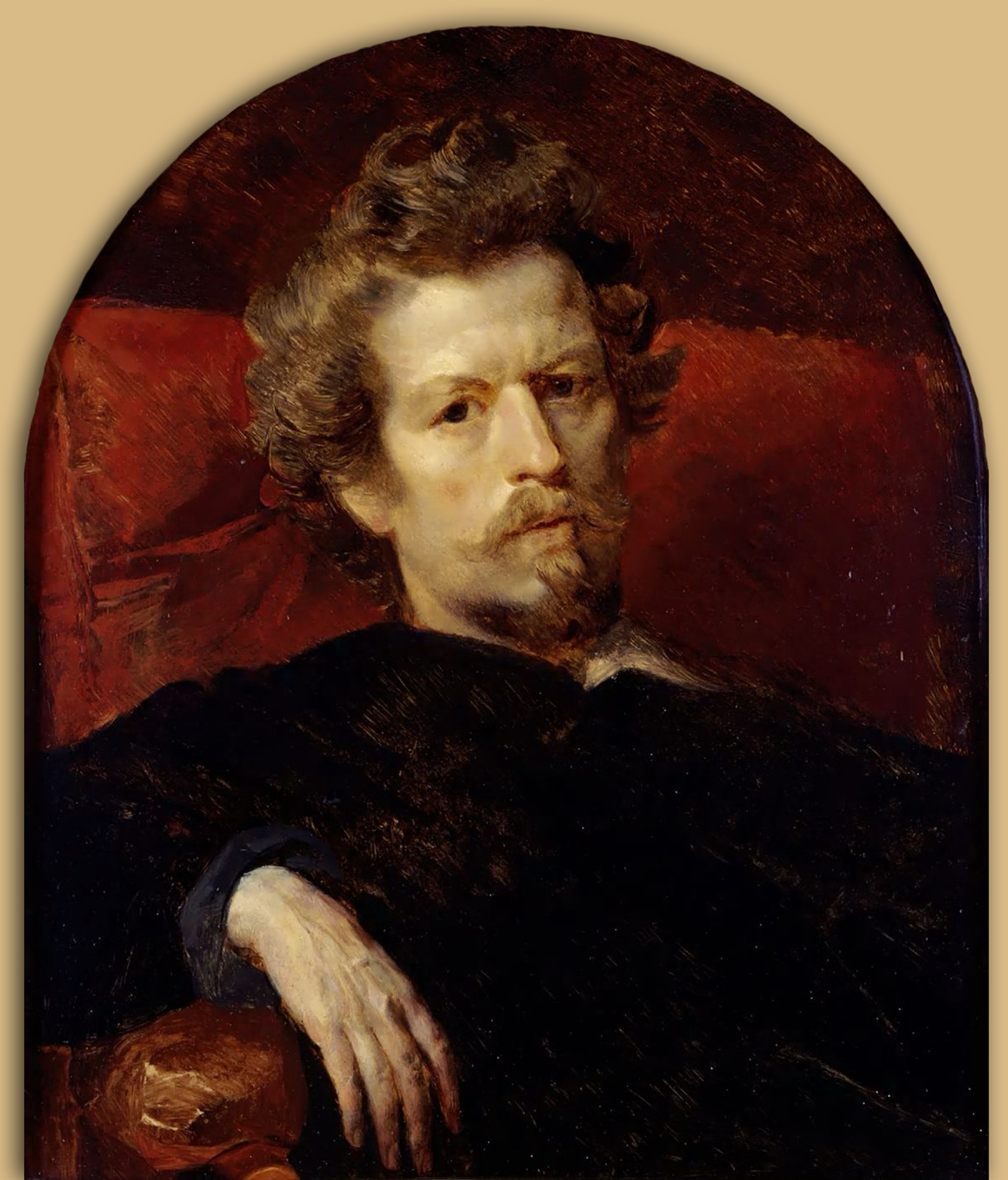
Карл Брюллов.
Автопортрет

Після розриву з чоловіком Юлія Павлівна поїхала до Італії, в Мілані вона увійшла в місцеве вище суспільство. Вона намагалася оточувати себе людьми мистецтва. Серед гостей були В. Белліні, Г. Доніцетті, Дж. Россіні та Д. Пачіно. Вона робила заступництво художникам і музикантам, активно беручи участь у культурному житті країни. Зокрема, вважається, що саме вона сплатила клакерам провал опери В. Белліні «Норма» і успіх опери Дж. Пачіно «Корсар».
У 1827 році в Римі, у славетному салоні Зінаїди Волконської, Юлія Павлівна познайомилася з молодим художником Карлом Брюлловим. Між ними виникла не просто дружба. Влітку вони разом подорожували по Італії і бродили серед руїн Помпеї, де і зародився задум полотна, що прославило майстра. Завдяки Юлії Брюллов познайомився з людьми з вищого суспільства, він багато і з захопленням малював свою кохану.
У 1829 році померла бабуся Юлії Павлівни графиня Скавронська. Самойлова стала спадкоємицею родової садиби Скавронських Графської Слов'янки під Петербургом. Вона вирішила її перебудувати на сучасний лад і звернулася до відомого петербурзького архітектора і художника Олександра Павловича Брюллова. Влітку 1831 року він приступив до робіт. Пізніше він таки збудує їй палац на Єлагіному острові.
Після закінчення будівництва Юлія Павлівна повернулася до Росії і влаштувалася в Слов'янці. В 1835 році  батько Пушкіна їздив оглядати Слов'янку і залишився в захопленні:
|  | Це скарб; неможливо уявити собі нічого більш елегантного в сенсі меблів і всіляких прикрас. Всі ходять дивитися це, як наче в Ермітаж. Ванна кімната її вся рожева, і чарами кольорового скла, що заміняє вікно, все там здається світло-рожевими, і сад, і небо через це скло набуває незрівнянного забарвлення, а повітря здається, як ніби зайнялося. Кажуть, це нагадує Небо Італії, - зізнаюся, у мене від нього захворіли очі, і коли я звідти вийшов, мені все, протягом трьох або чотирьох хвилин, уявлялося зеленим. |

У Слов'янці панувала весела і невимушена атмосфера, звучала музика, вірші, гості говорили і сперечалися на будь-які теми, що не подобалося  Миколі I. Графиня Юлія Павлівна тримала себе гранично незалежно. Своїм екстравагантним способом життя і поведінкою вона шокувала петербурзьке товариство.
Ольга Павліщева писала чоловікові до  Варшави:
|  | Чи проїжджала через Варшаву графиня Самойлова? Витворяла вона свої фокуси, тобто сіла чи на передку разом з кучером, з люлькою в роті і в чоловічому капелюсі на своїй завитій і розпатланій голові? Вона потішна і, я думаю, трохи не в собі. |

В іншому своєму листі до чоловіка від вересня 1835 року О. С. Павліщева описувала свято, влаштоване на потіху кавалергардам Юлією Самойловою. Вона влаштувала змагання між своїми селянками, яка першою видереться на високу жердину, до верхівки якого прив'язали подарунки, тій ці призи і дістануться:
|  | Нещодавно вона надумала влаштувати сільське свято в своїй Слов'янці, на зразок свята в Білому Домі Поль де Кока; поставили жердину з призами - на ньому висів сарафан і повойник: уявіть собі, що приз отримала баба 45 років, товста і негарна! Це дуже розважило графиню, як ви можете уявити, і все її товариство, але чоловік героїні побив її і все покидав у багаття. Тоді графиня веліла дати їй інший і наказала носити його як нагороду за спритність. Кажуть, що офіцери, які з'явилися без дозволу на це свято, на завтра були під арештом. Графиня Самойлова прекрасно себе почуває і дуже весела. У неї живе юна італійка, якій вона дає мільйон - їй всього чотирнадцять років. |

Галасливі зібрання в Слов'янці стали викликати роздратування у імператора. Графині Самойловій дали це зрозуміти, Микола і дозволив їй піти, за умови не з'являтися ні в Москві, ні в Петербурзі. Юлія Павлівна знову поїхала до Італію.

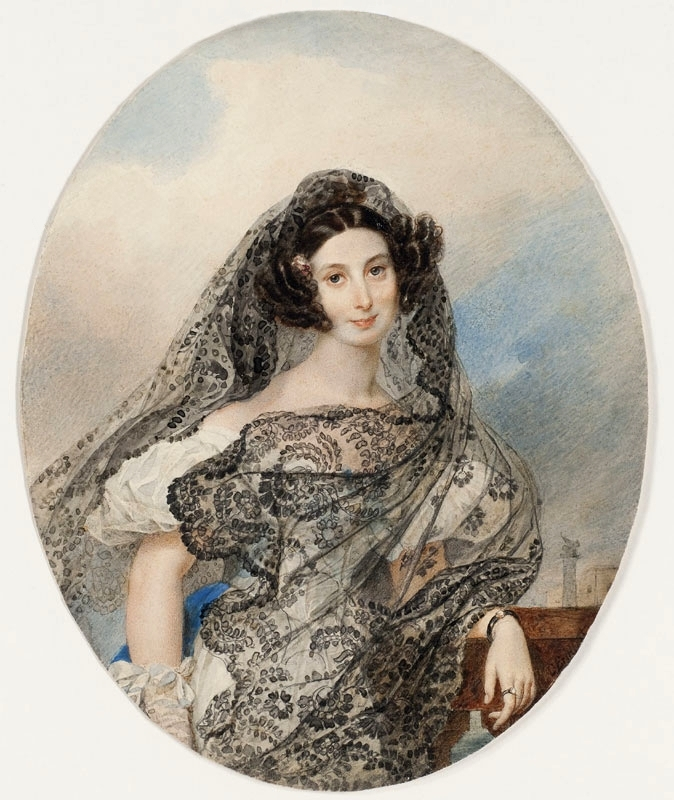
К. Брюллов. Джованіна Пачіно, 1831 рік

Смерть графа Літта в 1839 році примусила її повернутися в Петербург на певний час, щоб вступити в права спадщини. Вона стала господинею палаців і вілл, що належали родам Вісконті і Літта. У цей приїзд вона знову зустрілася з Карлом Брюлловим. Він наприкінці 1835 року, коли Самойлова вже поїхала в Мілан, за розпорядженням імператора повернувся в Росію і зайняв посаду професора Академії мистецтв Санкт-Петербурга, почавши викладацьку діяльність. У 1839 році художник одружився з Емілією Тімм, але через два місяці розлучився. Юлія Павлівна взяла під свою опіку опального Карла Брюллова, чиє розлучення з дружиною викликало невдоволення у суспільстві.
В цей же час друзі та рідні Юлії Павлівни намагалися помирити її з чоловіком, але 23 липня 1842 року, за кілька днів до зустрічі з дружиною, Микола Самойлов несподівано помер.
Після смерті чоловіка графиня Самойлова остаточно покинула Росію і оселилася в Італії. Карл Брюллов поїхав за нею. Художник довго жив у графині на її віллі в Ломбардії. Графиня також володіла маєтком у Груссе (Франція), палаццо в Мілані і палацом на озері Комо. Фрагменти листування між закоханими збереглися і свідчать про глибоке почуття.
У графині Самойлової було дві прийомні доньки — молодша Амацілія (нар. у 1828) і старша Джованіна Пачіно, діти збіднілого міланського співака і композитора Джованні Пачіно, автора опери «Останній день Помпеї», що здійснила враження на Брюллова. Згадують, що графиня Самойлова, не обмежувала себе ні в чому, була однією з коханок композитора — також як і Поліна Боргезе, сестра Наполеона. Невідомо, коли Самойлова взяла Амацілію на виховання, але, згідно з картиною «Вершниця», написаною в 1832 році, вже чотирирічною вона жила у неї. Питання з цими двома дівчатками до кінця не з'ясовано, документи свідчать, що у композитора була насправді тільки одна дочка. Існує версія, що справжнє ім'я другої дівчинки, Джованніни — Карміні Бертолотті і вона є позашлюбною дочкою Клементини Перрі, сестри другого чоловіка Самойлової.

### Пізні роки
У 1845 році Юлія Павлівна вирішила розлучитися з Брюлловим і пориває з ним. У 1846 році вона вийшла заміж за молодого італійського  тенора Пері , що відрізнявся незвичайною красою. Вийшовши заміж, Юлія Павлівна втратила підданство Російської імперії. Вона продала Графську Слов'янку та інше майно. Нове сімейне щастя було недовгим, синьйор Пері помер в тому ж році в  Венеції від сухот, його тіло перевезли в Париж і поховали на кладовищі Пер-Лашез.
 Очевидці, які бачили її в цей період життя, розповідали, що вдові дуже пасував цей траур, підкреслюючи її красу, але використовувала вона його вельми оригінально. На довжелезний шлейф траурної сукні Самойлова саджала дітвору, немов на віз, а сама, як величезний кінь, катала дітей, що реготали від захвату по дзеркальному паркету своїх палаців.
—   В. Пікуль. «Видаляти з балу»
Втрата графського титулу дуже засмучувала Юлію Павлівну. Живучи в маєтку Груссе під Парижем і маючи в своєму розпорядженні великі кошти, вона в 1863 році знову вийшла заміж — за французького графа, що розорився, дипломата Шарля де Морне. Він був дещо старшим Юлії Павлівни, їй було 60 років, а йому — 66. Але майже відразу після весілля подружжя роз'їхалося, отримавши титул чоловіка, Юлія Павлівна щорічно виплачувала йому величезне утримання, що негативно позначилося на її матеріальному стані. До кінця життя вона втратила практично все.
Прийомні доньки, видані заміж, через суд стягували у графині обіцяні гроші і майно.
Померла Юлія Павлівна від запалення у грудях 14 березня 1875 року в Парижі і за заповітом була похована на кладовищі Пер-Лашез, поряд з другим чоловіком.

## Слід у культурі
- У картині «Останній день Помпеї» Брюллов написав її чотири рази: жінка з глечиком на голові в лівій частині полотна; жінка, що розбилася на смерть в центрі; мати, яка приваблює до себе дочок, у лівому кутку картини; жінка, що закриває дітей, і рятується разом з чоловіком.
- Збереглися два парадних портрета графині, створених ним. Припускають, що їх було більше, але вони втрачені.
- Ще один портрет графині залишив Петро Басін, Російський музей.

## Галерея

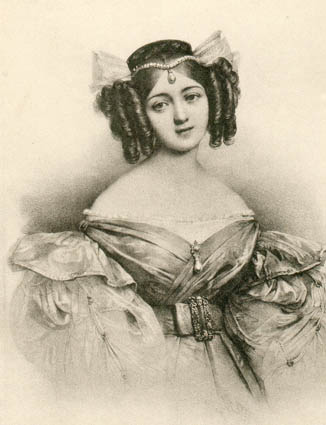
Акварель К. Брюллова
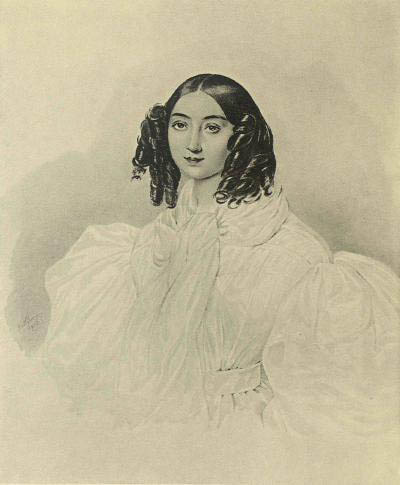
Акварель Д. Боссі
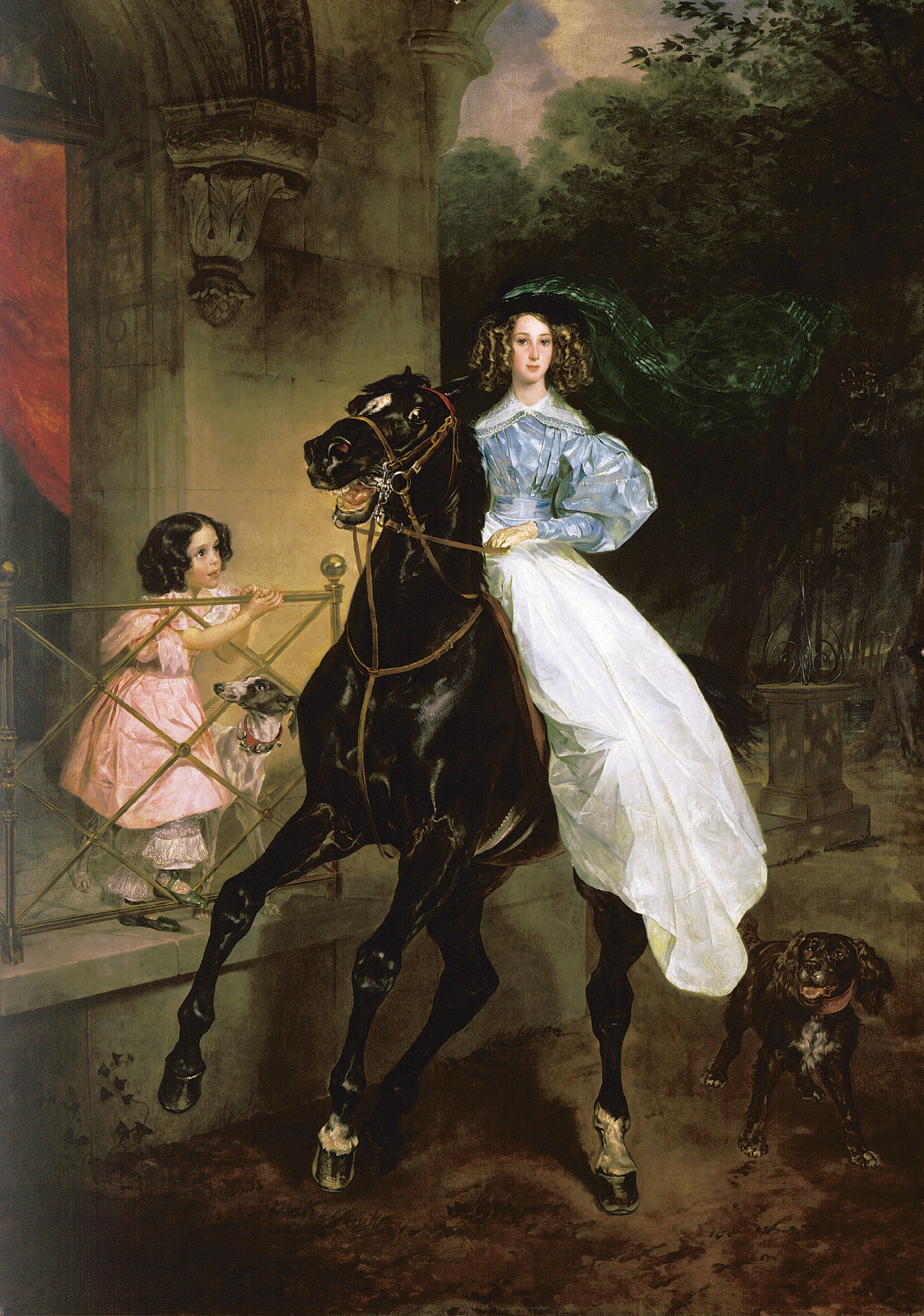
К. Брюллов. «Вершниця» — портрет прийомних дочок графині. 1832, ГТГ
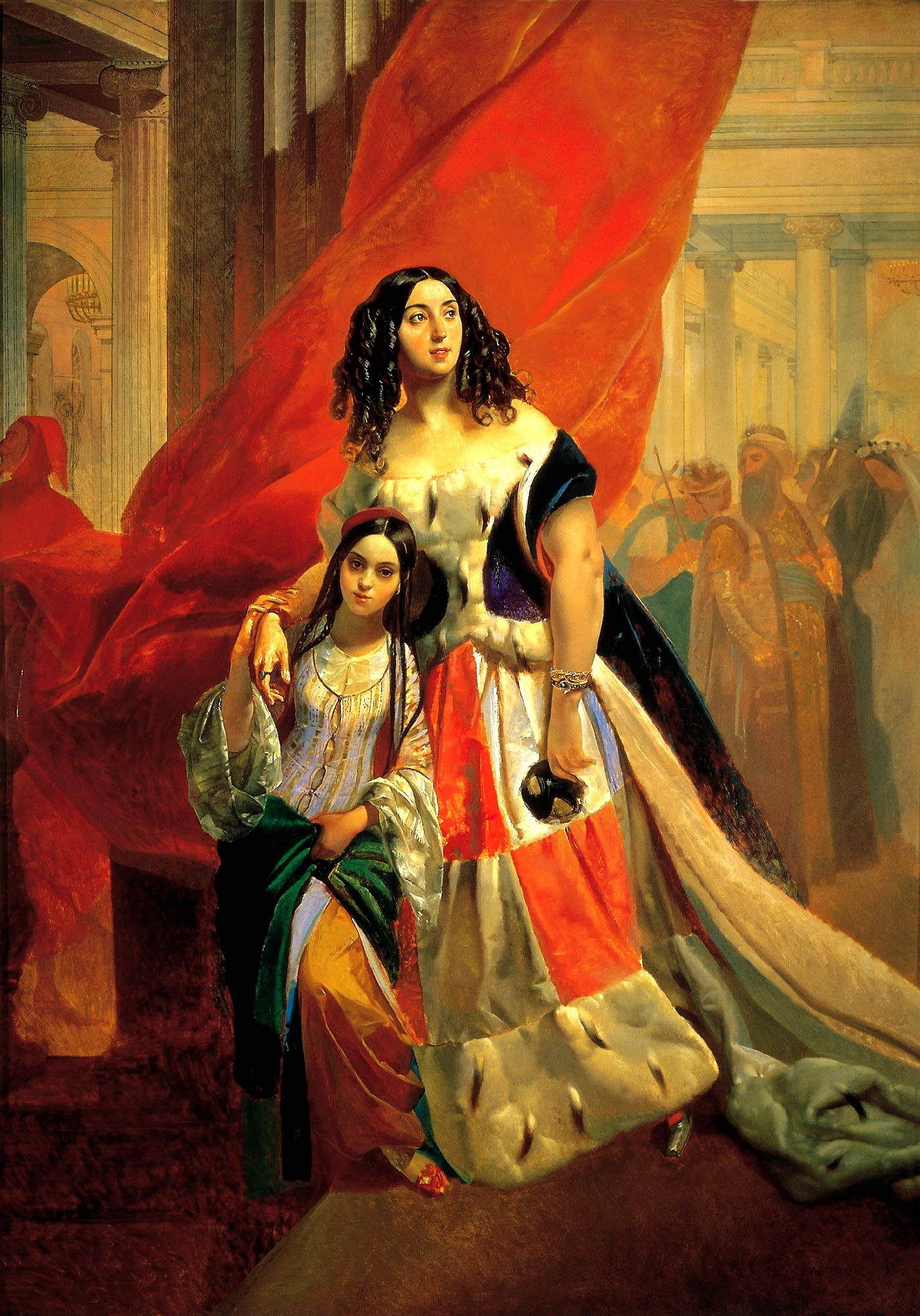
К. Брюллов.Портрет графині Самойлової, яка йде з балу у перського посланника (з прийомною донькою Амацілією). Карл Брюллов, Російський музей, 1842 рік.
К. Брюллов. «Останній день Помпеї». 1833.
Фрагмент. Мати з двома дітьми.